# Moreton Point
Der Moreton Point ist eine Landspitze am westlichen Ende von Coronation Island im Archipel der Südlichen Orkneyinseln. Sie liegt 1,5 km nördlich des Return Point und stellt die nördliche Begrenzung der Fulmar Bay dar.
Die Landspitze wurde im Dezember 1821 von den Robbenjägern Nathaniel Palmer und George Powell (1794–1824) entdeckt. Wissenschaftler der britischen Discovery Investigations nahmen im Zuge von Vermessungsarbeiten im Jahr 1933 die Benennung vor. Namensgeber ist Harold Vale Moreton (1901–1982), Bootsmannsmaat der Discovery II von 1931 bis 1935.